# 泰平寺 (宇和島市)
泰平寺 （たいへいじ）は、愛媛県宇和島市神田川原にある寺院。宗派は曹洞宗、本尊は釈迦牟尼仏で、新四国曼荼羅霊場第54番札所。
御詠歌：泰平の　夜につく鐘も　釈迦の声　海山こえて　神にとどけし

## 概要・歴史
慶長5年（1600年）宇和島城築城の際、藤堂高虎によって創建され、当初は城下に小さい草庵であったが、その後、現在地に移転された。
当寺には昭和26年に寄進された平和の鐘があり26か国の貨幣が鋳造されている。この鐘をモデルに国連本部にも同型の鐘が贈られている。

## 交通案内
鉄道
- 四国旅客鉄道（JR四国）予讃線 宇和島駅よりタクシーで約5分。

## 前後の札所
新四国曼荼羅霊場
53番 善福寺-- 54番 泰平寺 -- 55番 鳳彩寺